# Fredrik Ström

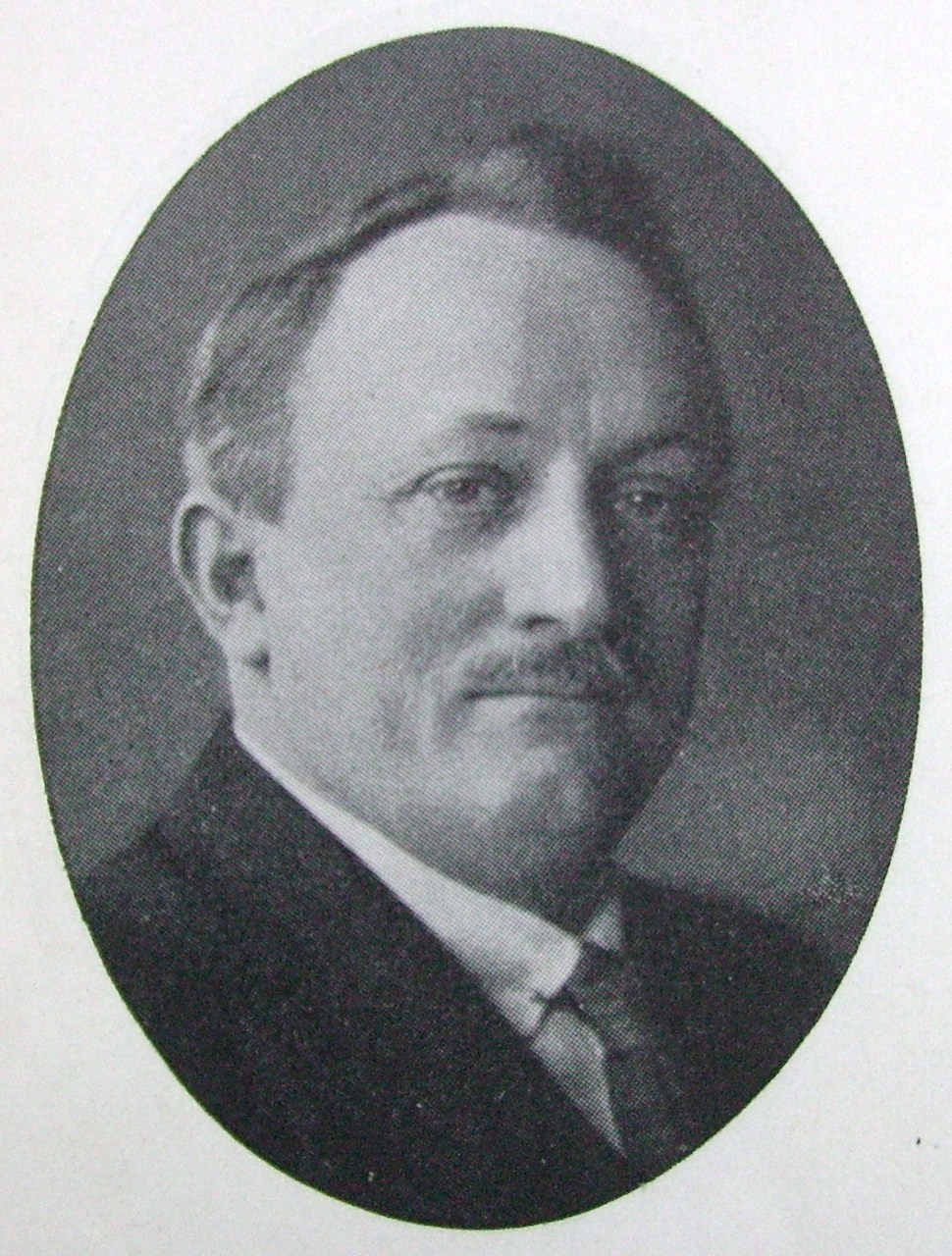
Fredrik Ström, 1929

Fredrik Ström, mit vollem Namen Otto Fredrik Ström, (* 10. Juli 1880; † 23. November 1948) war ein schwedischer Politiker (SAP, SKP) und Autor.

## Leben
Fredrik Ström war von 1911 bis 1916 hauptamtlicher Funktionär der Sozialdemokratischen Arbeiterpartei Schwedens (SAP), wandte sich im Laufe des Ersten Weltkriegs jedoch den Positionen der Zimmerwalder Linken zu.
Am 13. April gehörte er zu jener Gruppe linker Sozialdemokraten, die Lenin bei dessen Reise von Zürich nach Russland beim Zwischenhalt in Stockholm trafen. Ström begrüßte die russische Oktoberrevolution und gehörte ebenfalls 1917 zusammen mit Zeth Höglund und Ture Nerman zu den Begründern der Sozialdemokratischen Linkspartei Schwedens, der Vorgängerin der Kommunistischen Partei Schwedens (SKP).
Ström unterstützte Lenin und die russische Oktoberrevolution vor allem in den ersten Jahren der Umgestaltung des Russischen Staates, lehnte jedoch die weitere Entwicklung in der späteren Sowjetunion ab und kehrte 1926 in die SAP zurück.
Er saß von 1916 bis 1921 sowie abermals von 1930 bis 1938 für die SAP im schwedischen Reichstag.